# Église allemande d'Helsinki
Pour les articles homonymes, voir Église allemande.
L'église allemande d’Helsinki (en finnois : Saksalainen kirkko) est une église située en bordure de la rue Unioninkatu dans le quartier Kaartinkaupunki  d’Helsinki la capitale de la Finlande.

## Description
Conçue  par les architectes Harald Bosse et Carl Johan von Heideken et construite en 1864, elle est typique du style néogothique. 
L'église est restaurée en 1897 et on y ajoute une tour conçue par Josef Stenbäck. 
L'église est à nouveau restaurée en 2000. 
L'église est le bâtiment principal de l'église allemande en Finlande. 
Elle est très prisée pour les mariages grâce à son aspect extérieur et à sa taille bien adaptée. 
On y organise aussi de nombreux concerts musicaux. 
L’église fait partie du patrimoine architectural protégé d’Helsinki.